# Teresa de Jesús
Teresa de Cepeda y Ahumada (Gotarrendura, Regne de Castella, 28 de març 1515 - Alba de Tormes, 4/15 d'octubre de 1582), també coneguda com a Santa Teresa de Jesús o Santa Teresa d'Àvila, fou una monja carmelita, reformadora de l'orde carmelita amb la fundació de les carmelites descalces i els carmelites descalços i autora d'obres de gran valor teològic, místic i literari. Fou elevada als altars el 12 de març del 1622 pel Papa Gregori XV i Pau VI la va proclamar Doctora de l'Església.

## Biografia
Va néixer prop d'Àvila, a Gotarrendura, el 1515. Filla del cavaller Alonso Sánchez de Cepeda i de Beatriz Dávila y Ahumada, era descendent, per via paterna, de jueus. Ja des de petita era aficionada a la lectura de llibres de vides de sants i llibres de cavalleries i poesia; més d'un cop va escapar de casa seva per a anar a "terres de moros" a ésser martiritzada per la fe.
Va ingressar l'any 1534 al convent carmelita de La Encarnación de la ciutat d'Àvila, d'amagat de la seva família. Va passar quatre anys malalta, durant els quals va llegir obres místiques i espirituals, entre les quals ella mateixa va destacar, com a obra que l'havia influït més, l'Abecedario espiritual, obra que se centrava en l'anàlisi de la pròpia consciència, la concentració en l'espiritualitat i la contemplació interior. També llegí el Tractatus d'oratione et meditatione de sant Pere d'Alcàntara i, potser, els Exercicis espirituals de sant Ignasi de Loiola.
Tenia experiències místiques i "sobrenaturals" (episodis d'èxtasi, etc.) que, pensant que podrien tenir origen diabòlic, l'empenyien a mortificar-se. Sant Francesc de Borja, que la va confessar, la convencé que això podia ser bo i que s'afermés en la seva espiritualitat. Com ella mateixa relata a la seva Vida, en 1559 va quedar convençuda que era Crist qui li inspirava les seves intuïcions internes, que va experimentar tota la seva vida.
Mentrestant, feia una vida exemplar de pregària i convivència amb les seves germanes de clausura.
Va tenir contacte amb grups il·luminats i amb cenacles d'influència erasmista i valdesa.

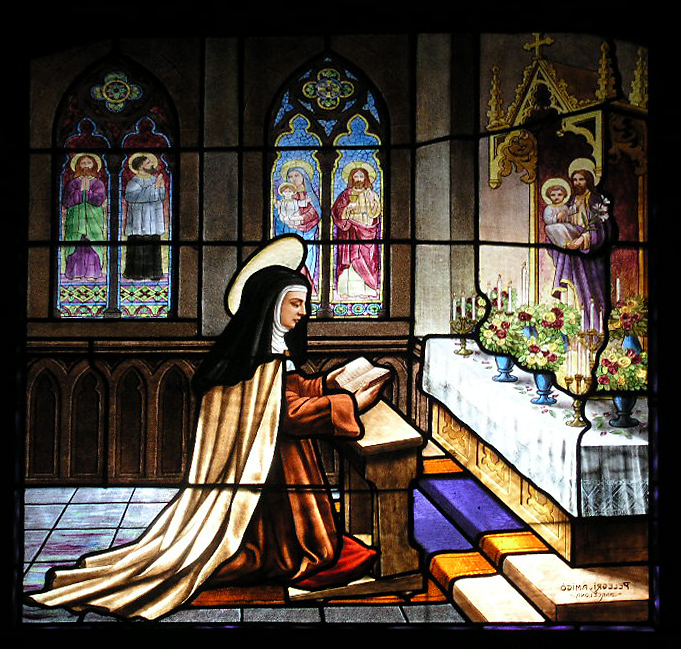
Vitrall al convent de S. Teresa a Àvila
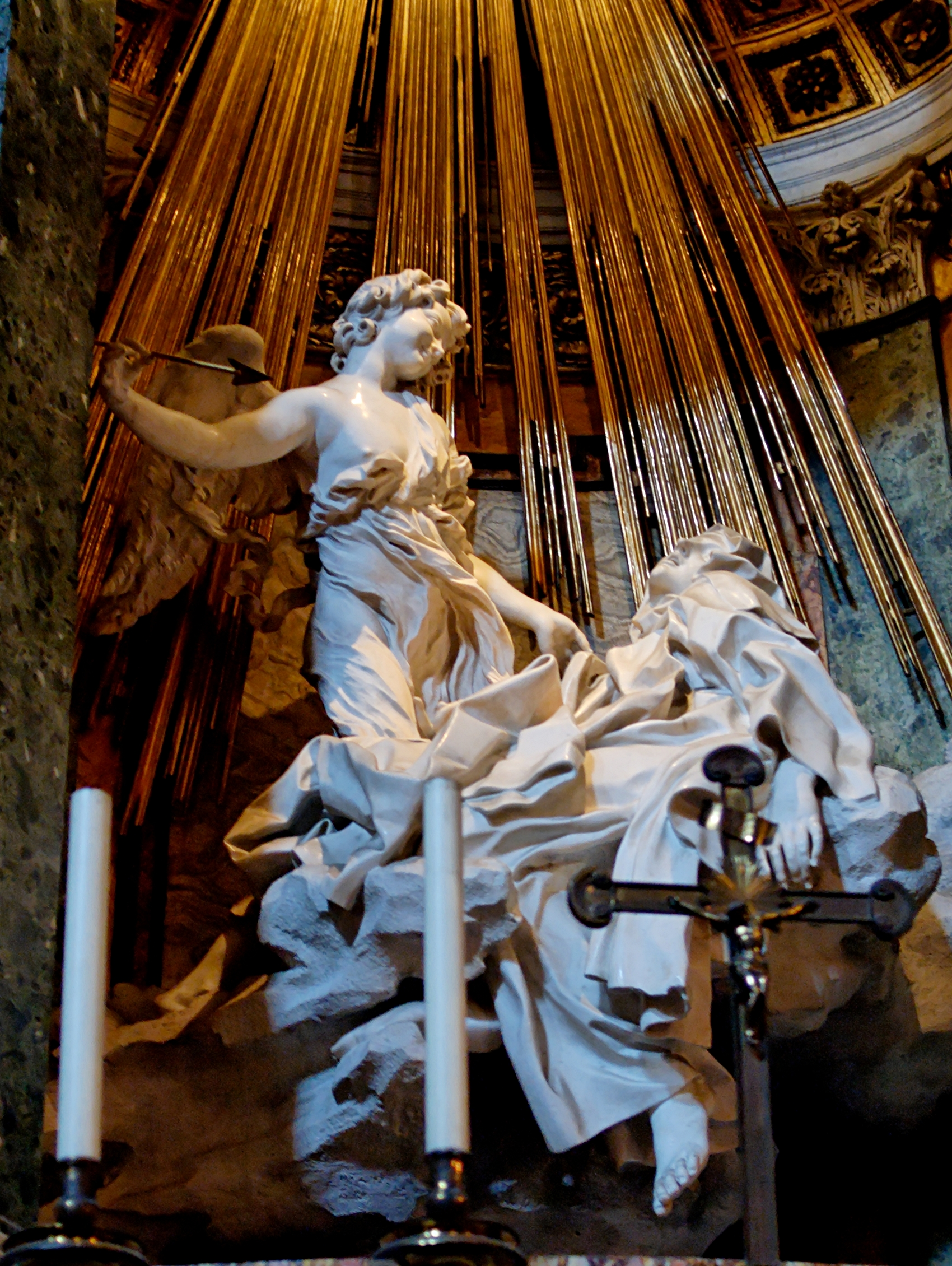
Èxtasi de santa Teresa, per G. L. Bernini (Roma, S. Maria della Vittoria)
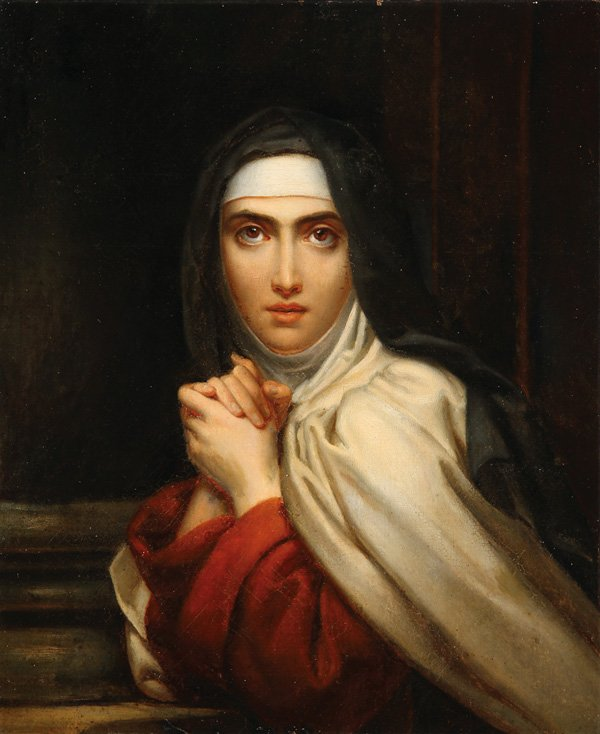
Pintura de François Gerard, 1827

### Reforma carmelitana
El frare franciscà descalç Pere d'Alcàntara la va animar a canalitzar la seva energia interior i esdevingué el seu conseller i guia espiritual. Com havien fet els franciscans descalços amb l'orde franciscà, Teresa volia impulsar la reforma de l'orde del Carmel a fi de fer-lo tornar al rigor, la pobresa i l'espiritualitat originals; va voler fundar, doncs, una comunitat on seguir la regla carmelitana original per tal de viure-hi una vida evangèlica i de pregària. La noble Guiomar de Ulloa, amiga de la santa, va donar-li els diners necessaris.
L'any 1562 va fundar el primer convent reformat que fou el de San José d'Àvila. L'absoluta pobresa i l'extrema austeritat del nou convent va suscitar polèmica i fins i tot escàndol entre les autoritats d'Àvila, que van estar a punt de fer-lo tancar i enderrocar-lo; només la protecció d'alguns nobles i del bisbe Báñez ho va poder evitar. Va començar així, l'existència de l'orde de les Carmelites Descalces.
A les constitucions que redactà per a l'orde explica els principis fonamentals de la reforma: la pobresa i la fraternitat per a viure la vida evangèlica mitjançant la pregària silenciosa i personal (un mínim de dues hores al dia), la lectura i la recreació i l'esbarjo (també dues hores al dia), que permetés a les monges de créixer com a persones i com a religioses. No es tractava tant de fer una vida de penitència i mortificació, sinó de viure senzillament i fraternalment l'Evangeli i la regla de l'orde.
El 1567 Teresa rebé del prior general de l'orde del Carme, Gian Battista Rossi, l'autorització per a fundar noves cases de l'orde reformat: dues de germanes i dues de frares. A partir d'aquí, Teresa va viatjar per la Corona de Castella encarregant-se personalment de supervisar les noves fundacions. Entre 1567 i 1571 va fundar convents reformats a Medina del Campo, Malagón, Valladolid, Toledo, Salamanca i Alba de Tormes.
Amb la col·laboració del jove Joan de la Creu i d'Antonio de Jesús, va estendre la seva reforma als convents masculins, fundant el primer convent de carmelites descalços en novembre del 1568 a Duruelo. El carmelita descalç Jerónimo Gracián va ser el primer provincial de la província dels carmelites descalços; gran amic de Teresa, li va donar suport per a fundar els nous convents de Segòvia (1571), Beas de Segura (1574) i Sevilla (1575), mentre Joan de la Creu, com a mestre i predicador, promovia la vida interior del moviment reformador.
El 1576 va començar un seguit de conflictes entre l'orde del Carme i les fundacions reformades de Teresa, a causa de l'intent d'alguns frares descalços d'estendre la reforma sense comptar amb l'autorització del general de l'orde a Roma i, fins i tot, sense l'acord amb les comunitats carmelites que volien reformar. Com a conseqüència, el capítol general dels carmelites va prohibir que es fessin noves fundacions i obligà Teresa a fixar la seva residència en un dels convents, el de Toledo, sense que pogués sortir a visitar-ne d'altres.
Finalment, i per influència del rei Felip II d'Espanya, va tornar a ser autoritzada a continuar la seva tasca, tancant-se el procés que, en 1579 havia iniciat contra ella la Inquisició. Els últims anys de la seva vida, Teresa fundà els convents de Villanueva de la Jara (Conca, 1580), Palència (1580), Burgos i Granada (1582).
Mentre viatjava de Burgos a Alba de Tormes, emmalaltí i morí al convent reformat d'Alba la nit del 4 al 15 d'octubre de 1582, la mateixa nit que es va produir el canvi del calendari julià al calendari gregorià. El seu cos incorrupte es conserva a l'església del convent de l'Anunciació d'Alba de Tormes.
Teresa de Jesús va morir el 4 d'octubre de 1582, però aquell any el Papa Gregori XIII va canviar el calendari pel nou calendari gregorià i es van afegir 11 dies al calendari que es feia servir fins llavors (calendari julià) i per aquest motiu la festivitat de Santa Teresa de Jesús és el dia 15 d'octubre.

## Misticisme
El nucli del pensament místic de Teresa, expressat als seus escrits, és l'amistat existent entre el Senyor i les seves criatures. L'ascesi de l'ànima humana travessa, per arribar-hi, quatre estadis:
1. Meditació i oració de recolliment. Es tracta del "retir" de l'ànima i de les seves facultats exteriors en escoltar la Paraula de Déu i, com era costum llavors, en meditar sobre la Passió de Crist.
2. L'oració de la calma. La voluntat humana es lliura a la de Déu, mentre que les altres facultats, com la memòria, la imaginació i la raó, encara no estan segures per les distraccions mundanes. L'estat que predomina, però, és la calma.
3. L'oració de la unió. La presència de l'Esperit atrau a si la voluntat i l'intel·lecte, en un do recíproc entre el Senyor i la criatura, mentre romanen "lliures" només la imaginació i la memòria. Una pau interior, com una beatitud, caracteritza aquesta fase.
4. Quan tota la vida es transforma amb aquesta experiència s'arriba a la unió completa, que no requereix l'èxtasi com a signe extern.

## Escrits
Les obres de la santa, de clara intenció didàctica, estan entre les més significatives de l'Església catòlica:
- Llibre de la vida, 1567, escrit a instància del seu confessor, Pedro Ibáñez;
- Camino de perfección, escrit els anys 1566-67, publicat pòstumament l'any 1583
- Castillo interior, o Las moradas, escrit el 1577, en el qual compara l'ànima contemplativa amb un castell compost de set cambres
- Relaciones espirituales, extensió de la seva autobiografia en forma epistolar, on narra les seves experiències interiors i externes
- Conceptos del amor de Dios
- Sobre los Cantares
- Exclamaciones
- Constituciones
- Visita de descalzas
- Ordenanzas de una cofradía
- Apuntaciones
- Desafío espiritual
- Vejamen
- Una trentena de poesies i 342 cartes completes, a més de 87 de fragmentàries.

La prosa de Teresa es caracteritza per l'espontaneïtat, l'elegància d'estil i la força expressiva, per la qual cosa figura entre els models clàssics de la prosa en castellà.

### La santa en obres literàries i musicals
Teresa de Jesús ha estat motiu de diverses obres literàries, musicals i cinematogràfiques:
- La fenice d'Avila Teresa di Gesù, òpera sacra amb música de Francesco Provenzale i llibret de Giuseppe Castaldo, estrenada a Nàpols en 1672.
- Four saints in three acts, òpera amb música de Virgil Thomson i llibret de Gertrude Stein
- Saint Teresa, cançó de Joan Osborne
- Teresa de Jesús, comèdia de Lope de Vega
- Teresa de Jesús: estampas carmelitas, obra de teatre d'Eduard Marquina (1933)
- Un olor a ámbar, obra de teatre de Concha Romero
- En el umbral de la hoguera, novel·la de Josefina Molina.
- Sister Teresa, novel·la de Barbara Mujica, 2007.
- Teresa de Jesús, sèrie per a Televisió Espanyola de 1983, dirigida per Josefina Molina, protagonitzada per Concha Velasco.
- Teresa, el cuerpo de Cristo pel·lícula espanyola de 2007, dirigida per Ray Loriga i protagonitzada per Paz Vega.
- Malas Palabras, novel·la de Cristina Morales (Lumen, 2015), reeditada com a Introducción a Teresa de Jesús (Anagrama, 2015) i Últimas tardes con Teresa de Jesús (Anagrama, 2020).

## Iconografia
Obresː
- Retrat de Teresa de Jesús pintat per fra Juan de la Miseria 1576
- Glòria de Santa Teresa, de Bernardo Strozzi. S. XVII (Palazzo Bianco Gènova)
- Èxtasi de Santa Teresa, de Gian Lorenzo Bernini c. 1640 (Església de Santa Maia della Vittoria, Roma)
- Aparició de Crist Salvador a Santa Teresa de Jesús, d'Alonso Cano 1629 (Museu del Prado)[5]